# Nephele hespera
Espèce
Nephele hespera est une espèce d'insectes lépidoptères (papillons) de la famille des Sphingidae, de la sous-famille des Macroglossinae, de la tribu des Macroglossini, de la sous-tribu des Macroglossina et du genre Nephele.

## Description
Imago
L'envergure des ailes varie de 70 à 86 mm. L'espèce se distingue de presque toutes les autres par les contreforts tibials apicaux ayant seulement quelques épines distales et plutôt minces.
La tête, le thorax et l'abdomen sont de couleur brun olive ou verte. L'abdomen porte des bandes noires segmentaires latérales. La face dorsale des ailes antérieures est brun-olive ou verte, avec six lignes ondulées faiblement marquées et une ligne submarginale inclinée. L'espace situé entre elles et la marge extérieure est plus pâle. A la fin de la cellule, il y a deux taches argentées parfois bien visibles, mais qui peuvent être réduites à un petit point ou être tout à fait absentes. La face dorsale des ailes postérieures est brun rougeâtre. La coloration de la face ventrale est plus pâle, chaque aile munie de deux lignes transversales.
Chenille
La coloration de la chenille est verdâtre avec une bande pâle du 7e au 11e somite.

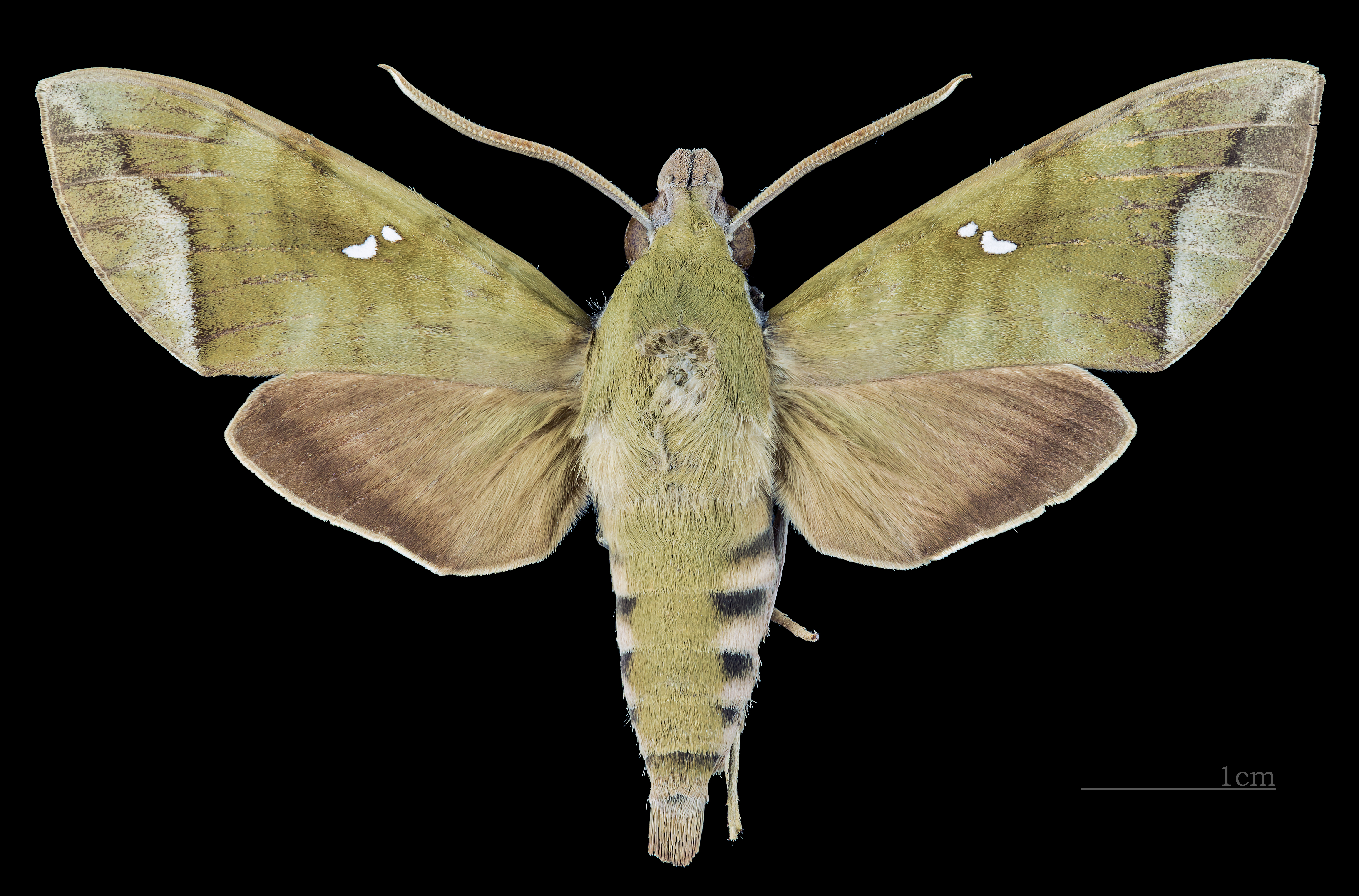
Face dorsale du mâle (coll. MHNT)
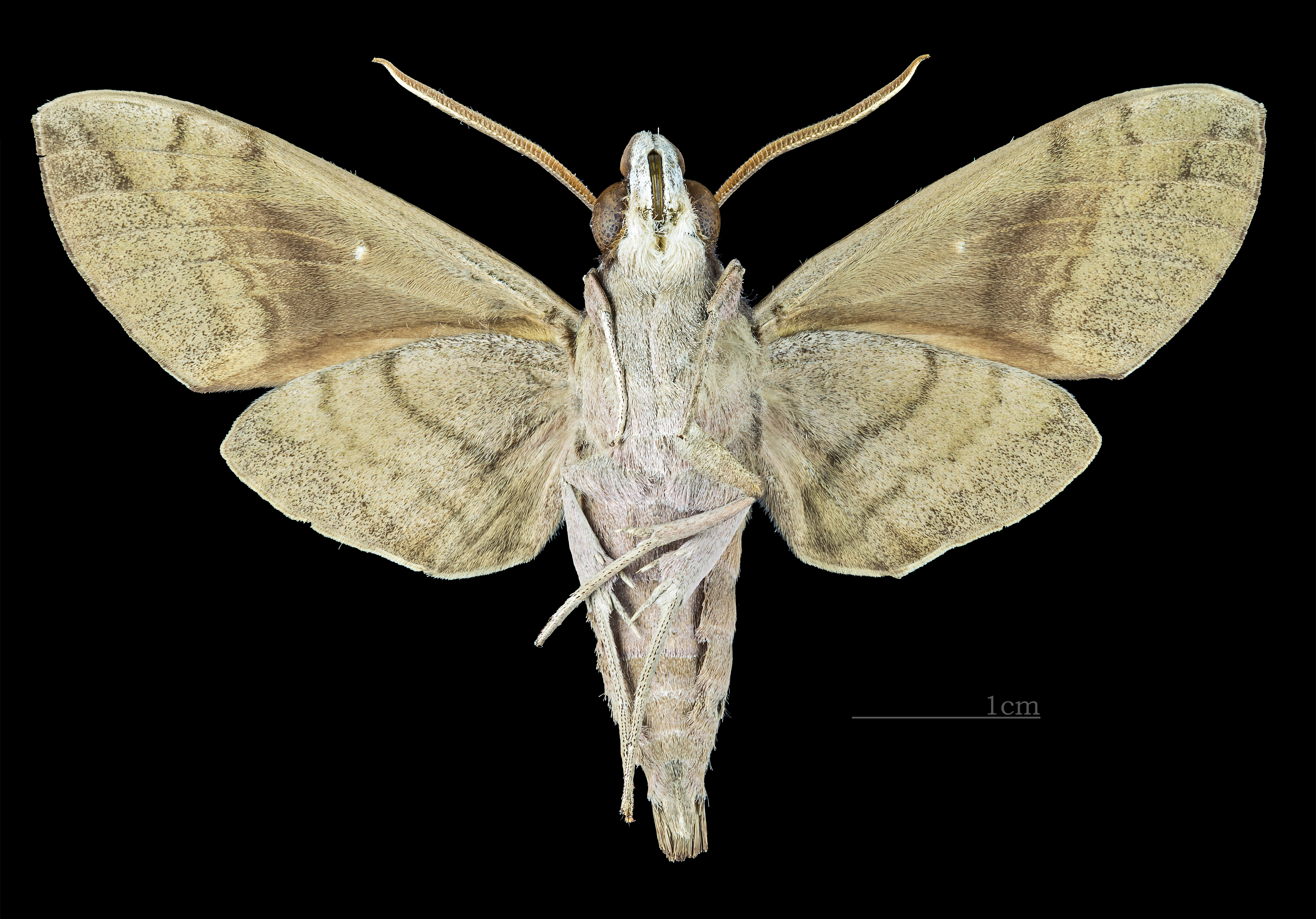
Face ventrale du mâle (coll. MHNT)
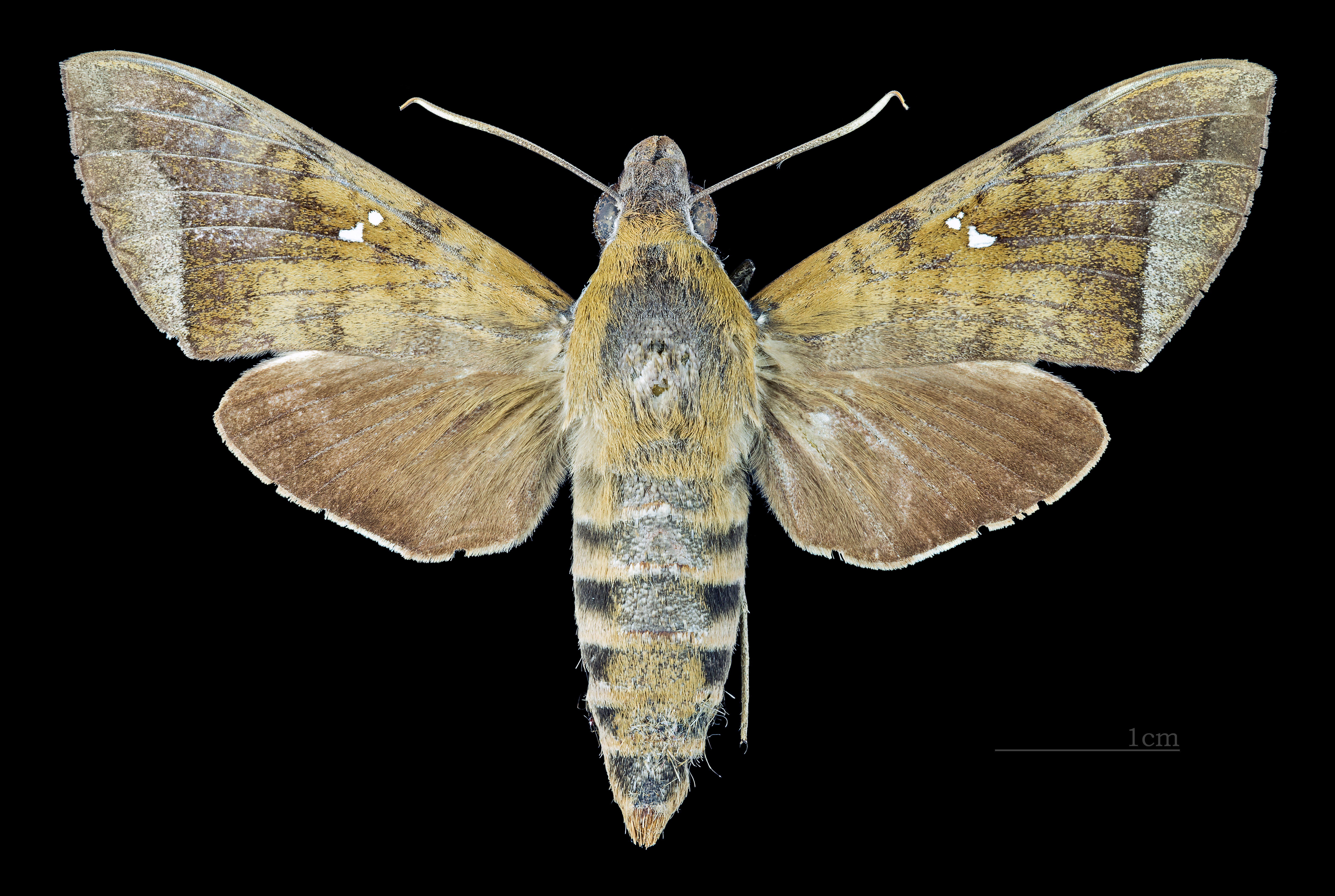
Face dorsale de la femelle (coll. MHNT)
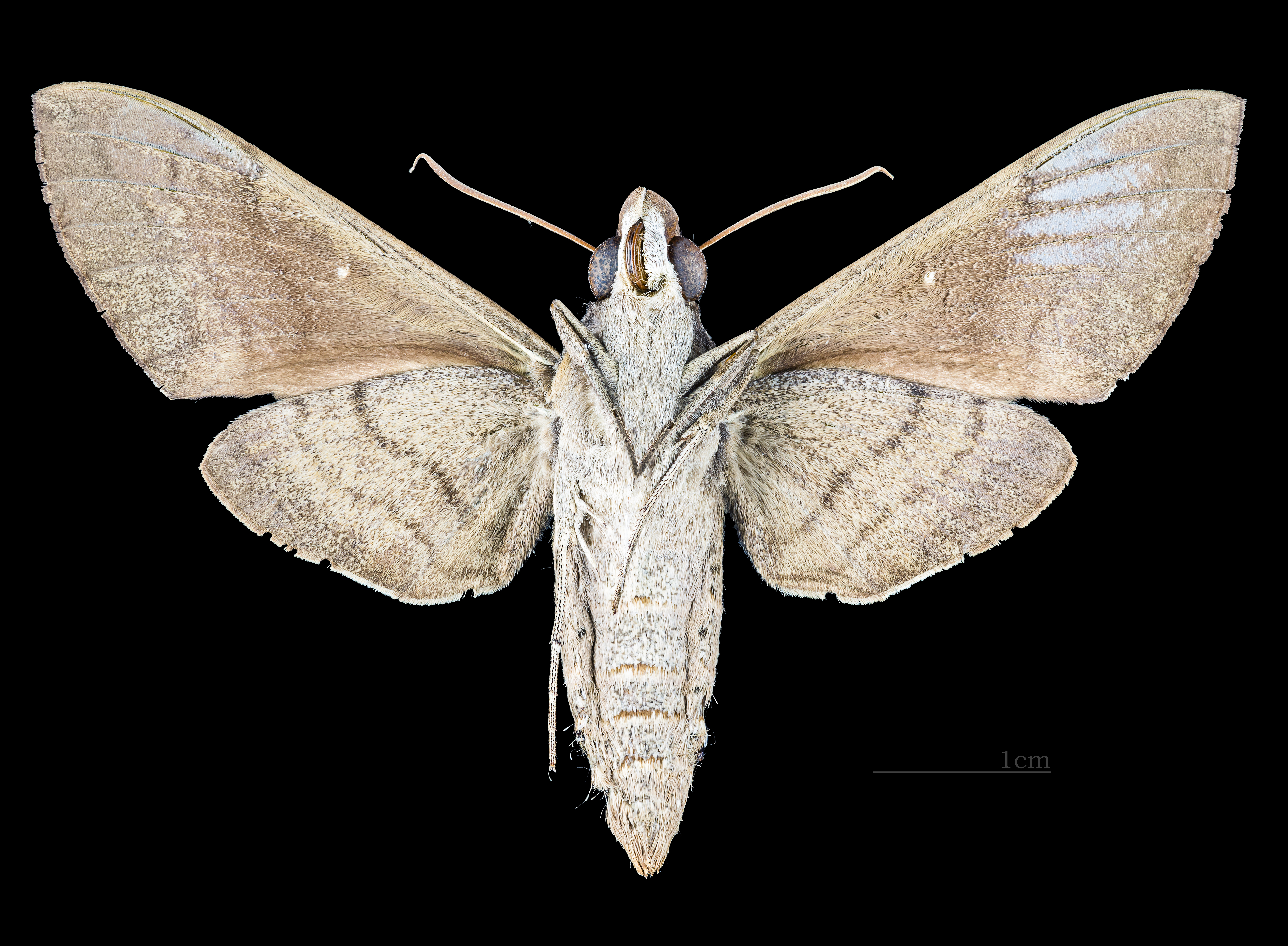
Face ventrale  de la femelle (coll. MHNT)

## Distribution et habitat
Distribution
L'espèce est connue au Sri Lanka, dans l'Inde, le Népal, la Birmanie, le sud de la Chine, la Thaïlande, le Vietnam, la Malaisie et l'Indonésie.
Habitat
Dans les forêts tropicales et subtropicales.

## Biologie
- Les chenilles se nourrissent sur Carissa congesta.

## Systématique
- L'espèce Nephele hespera a été décrite par l'entomologiste danois Johan Christian Fabricius en 1775, sous le nom initial de Sphinx hespera[2].
- C'est l’espèce type pour le genre.

### Synonymie
- Sphinx hespera Fabricius, 1775 Protonyme
- Sphinx didyma Fabricius, 1775[3]
- Sphinx quaterna Esper, 1794[4]
- Sphinx morpheus Cramer, 1777[5]
- Sphinx chiron Cramer, 1777[6]
- Perigonia obliterans Walker, 1865[7]